# Gia Cát Lượng
Gia Cát Lượng (giản thể: 诸葛亮; phồn thể: 諸葛亮; bính âm: Zhūgě Liàng; 181 – 234), biểu tự Khổng Minh (孔明), hiệu Ngọa Long (臥龍), là Thừa tướng, công thần khai quốc, nhà chính trị, nhà ngoại giao, chỉ huy quân sự, nhà giáo dục, và cũng là một nhà phát minh kỹ thuật nổi tiếng của nhà Quý Hán (Thục Hán) thời Tam Quốc.
Gia Cát Lượng đã phò tá Lưu Bị gây dựng nên nhà Thục Hán, hình thành thế chân vạc Tam quốc, liên minh Thục-Ngô chống Ngụy. Ông được cho là một trong những chiến lược gia vĩ đại và xuất sắc nhất trong thời đại của ông, và được so sánh với một chiến lược gia tài ba khác của Trung Quốc là Tôn Tử. Tuy nhiên, năm chiến dịch đánh Tào Ngụy do ông phát động đều không thành công, cuối cùng ông bị bệnh mất trong doanh trại.
Không chỉ có tài năng hơn người, ông còn nổi tiếng với tấm lòng tận trung báo quốc, "cúc cung tận tụy, đến chết mới thôi". Con trai và cháu nội của Gia Cát Lượng cũng kế thừa chí nguyện bảo vệ nhà Hán của ông và đã anh dũng tử trận khi nhà Thục Hán sắp sụp đổ, tạo nên tấm gương "Trung nghĩa truyền gia thế vô song, Ba đời trung liệt chiếu sử xanh" nổi tiếng lịch sử của nhà Gia Cát. Gia Cát Lượng cũng là vị quan văn duy nhất thời Tam quốc được thờ tại Đế vương miếu (được nhà Minh, nhà Thanh xây dựng, trong đó thờ phụng 40 vị quan văn được đánh giá là tài năng và tận trung nhất qua các triều đại). Ông khi còn sống có tước hiệu Vũ hương hầu (武乡侯), sau khi mất có thụy hiệu là Trung Vũ hầu, do đó hậu thế thường hay gọi ông là Vũ hầu (武侯) hay Gia Cát Vũ hầu (诸葛武侯) để tỏ lòng tôn kính.
Hình tượng của ông được dân gian ca tụng qua những câu chuyện lưu truyền suốt cả nghìn năm, về sau được La Quán Trung tiểu thuyết hóa và càng trở nên nổi tiếng qua tiểu thuyết Tam quốc diễn nghĩa, một trong Tứ đại kỳ thư của văn học Trung Hoa. Trong tác phẩm này, Gia Cát Lượng được mô tả là một vị thừa tướng tài đức song toàn với tài năng "xuất quỷ nhập thần", đoán mưu lập kế như thần, trên thông thiên văn dưới tường địa lý, là biểu tượng của lòng trung nghĩa và trí tuệ anh minh (Tuyệt nhân là Lưu Bị, tuyệt gian là Tào Tháo, tuyệt trí là Khổng Minh).

#### Nhận ủy thác của Lưu Bị

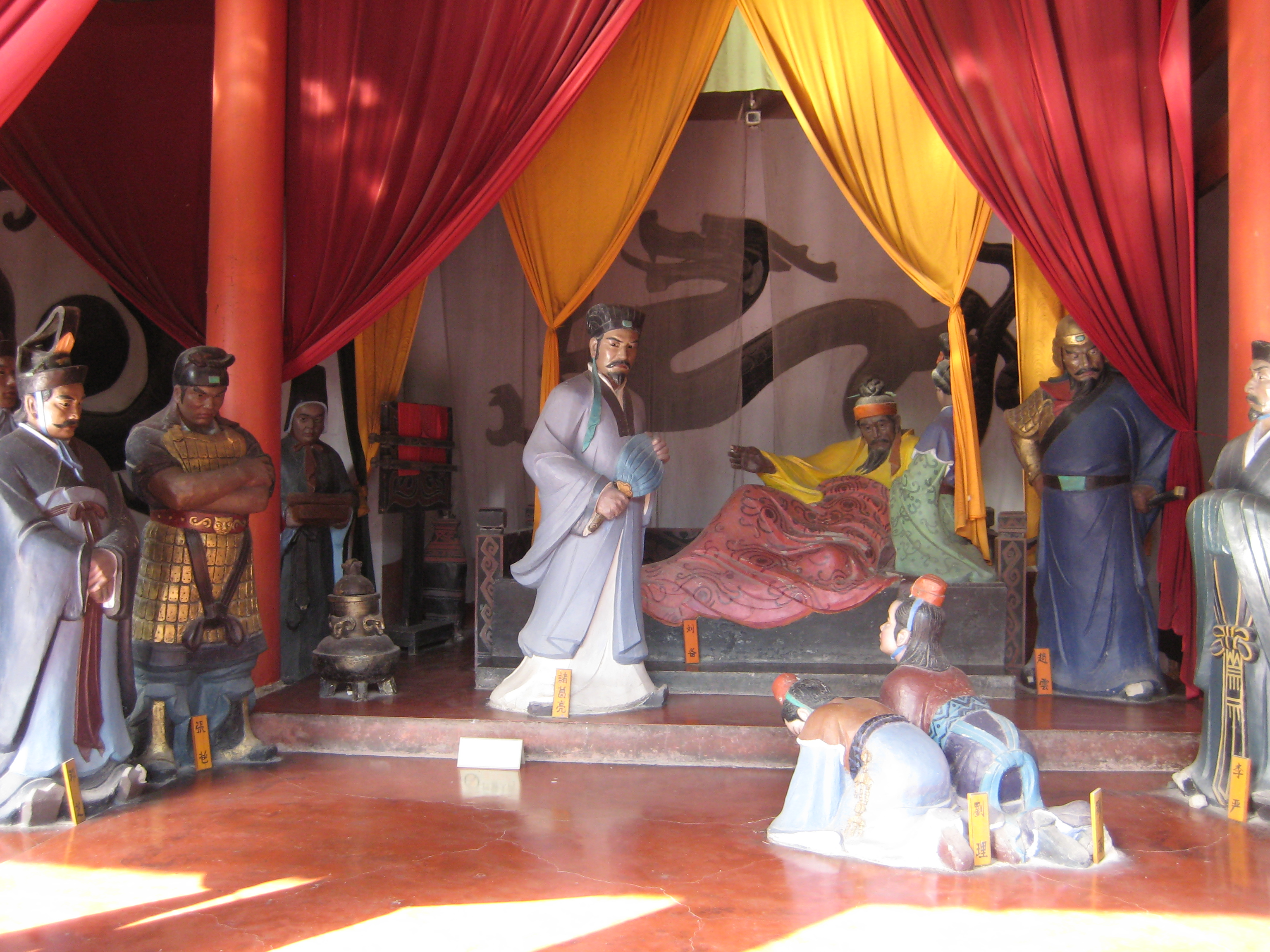
Miếu thờ mô tả cảnh Lưu Bị ủy thác lại triều đình cho thừa tướng Gia Cát Lượng